# 纳博讷高卢
纳博讷高卢（拉丁語：Gallia Narbonensis）是罗马帝国位于今法国朗格多克和普罗旺斯的一个行省，也被称为诺斯特拉行省（意为“我们的行省”），是罗马帝国在阿尔卑斯山以北的第一个行省，起初称为山北高卢（与意大利北部的山南高卢相对应），前121年，罗马人在征服高卢南部隆河地区的阿洛布羅基人等部落后设立行省。南临地中海，西接塞文山脉，北抵阿尔卑斯山，该地区西部即塞普提曼尼亞。行省总督由元老院任命，属于元老院行省。